# Носков Станіслав Юрійович
Станіслав Юрійович Носков (нар. 27 січня 1962, Красноярськ, РРФСР) — радянський та узбецький футболіст, нападник та півзахисник.

## Кар'єра гравця
Вихованець красноярських футбольних шкіл «Світанок» й «Автомобіліст», тренер — Юрій Альбертович Урінович. У 1977 році був включений в символічну збірну турніру «Кубок Юності», входив до юнацької збірної РРФСР. У 1977 році грав у юнацькій команді саратовського «Сокола», куди його запросив один з тренерів юнацької збірної Юрій Миколайович Стрільців. У 17-річному віці футболіст дебютував в команді майстрів — красноярському «Автомобілісті», в першому сезоні забив 4 голи. У 1980—1982 роках служив в армії.
З 1983 року виступав у клубі «Андижанець» (Андижан). У 1984 році перейшов до «Наримановця», звідки отримав запрошення від «Пахтакора». Там отримав травму й переніс операцію. Відновлювався в «Наримановці», після чого отримав запрошення від воронезького «Факела». У складі «Факела» в 1985 році зіграв два матчі у вищій лізі, дебютну гру провів 31 серпня 1985 року проти одеського «Чорноморця», вийшовши на заміну на 77-й хвилині замість Геннадія Сошенка. У 1986 році виступав у «Сохібкорі», але й там не мав постійного місця в основі. В наступному 1987 році підсилив склад «Цілинник» (Турткул), а в серпні того ж року перейшов до «Паміру» (Душанбе), проте через конфлікт з головним тренером душанбинського клубу наступний сезон розпочав у складі «Цілинника». У 1989 році переніс ще одне хірургічне виручання, на сухожиллі. Реабілітацію проходив у рідному Красноярську. Потім був на перегляді в моковському «Локомотиві», але тренер москвичів Юрій Сьомін не ризикнув підписати гравця без належної фізичної форми й у серпні того ж року за рекомендацією Сьоміна Носков перейшов до «Даугави» (Рига). Однак через проблеми з візою не зміг стати гравцем латвійського клубу. Після цього грав в українському «Нафтовику» (Охтирка), узбецькому «Навбахорі», латвійській «Пардаугаві» та узбецкому «Бінокорі». У багатьох з них грав під керівництвом тренера Євгена Борисовича Валицького. Закріпитися в клубах Вищої ліги футболіст не зміг через складний характер і власну методику тренувань, яку він відстоював перед тренерами, також багато часу пропустив через травми. Носив прізвисько «Скіллачі» на честь відомого італійського футболіста.
Після розпаду СРСР виступав у вищій лізі Білорусі за «Ведрич» і в першій лізі України за сєверодонецький «Хімік». У червні 1992 року після народження сина повернувся в Узбекистан і грав у вищій лізі за «Бінокор» (Ташкент). Наприкінці сезону отримав запрошення від клубу з Малайзії, але через місцевий клімат в цій країні не затримався. У 1994 році отримав запрошенн від «Лади» (Тольятті), але під час тренування в Ташкенті розірвав зв'язки в суглобі коліна. У 1995 році тренувався з литовським ФК «Межейкяй» в рамках підготовки до Кубку УЄФА. одному з контрольних поєдинків відзначився двома голами у воротах «Атлантаса», але президент клубу виїхав до Америки, а команда припинила своє існування. У 1996—2001 роках був граючим тренером МХСК, а після його розформування з 2002 року виступав за «СКА-Сібал». У 2005 році завершив кар'єру футболіста.

## Тренерська діяльність
По завершенні ігрової кар'єри розпочав тренерську діяльність. З середини 1990-х років працював граючим тренером в ташкентському МХСК (ЦСКА), але в матчах вищої ліги за цю команду на поле не виходив, а грав за «СКА-Сібал» у другій лізі. Серед його вихованців як тренера — нападник збірної Узбекистану Павло Соломін.

## Особисте життя
Одружений, має сина Ярослава.

## Досягнення

### Як гравця
«Сохібкор»
- Друга ліга СРСР (7 група)
  -  Чемпіон (1): 1986

МХСК
- Вища ліга
  -  Чемпіон (1): 1997
  -  Бронзовий призер (1): 1996

### Відзнаки
- Майстер спорту